# Maria von Linden
Maria von Linden (ur. 18 lipca 1869 na zamku Burgberg, powiat Heidenheim, zm. 25 sierpnia 1936 w Schaan w Liechtensteinie) – niemiecka zoolog, pierwsza kobieta studiująca na uniwersytecie w Tybindze i pierwsza kobieta w Niemczech, której nadano tytuł naukowy profesora (1910).

## Życiorys

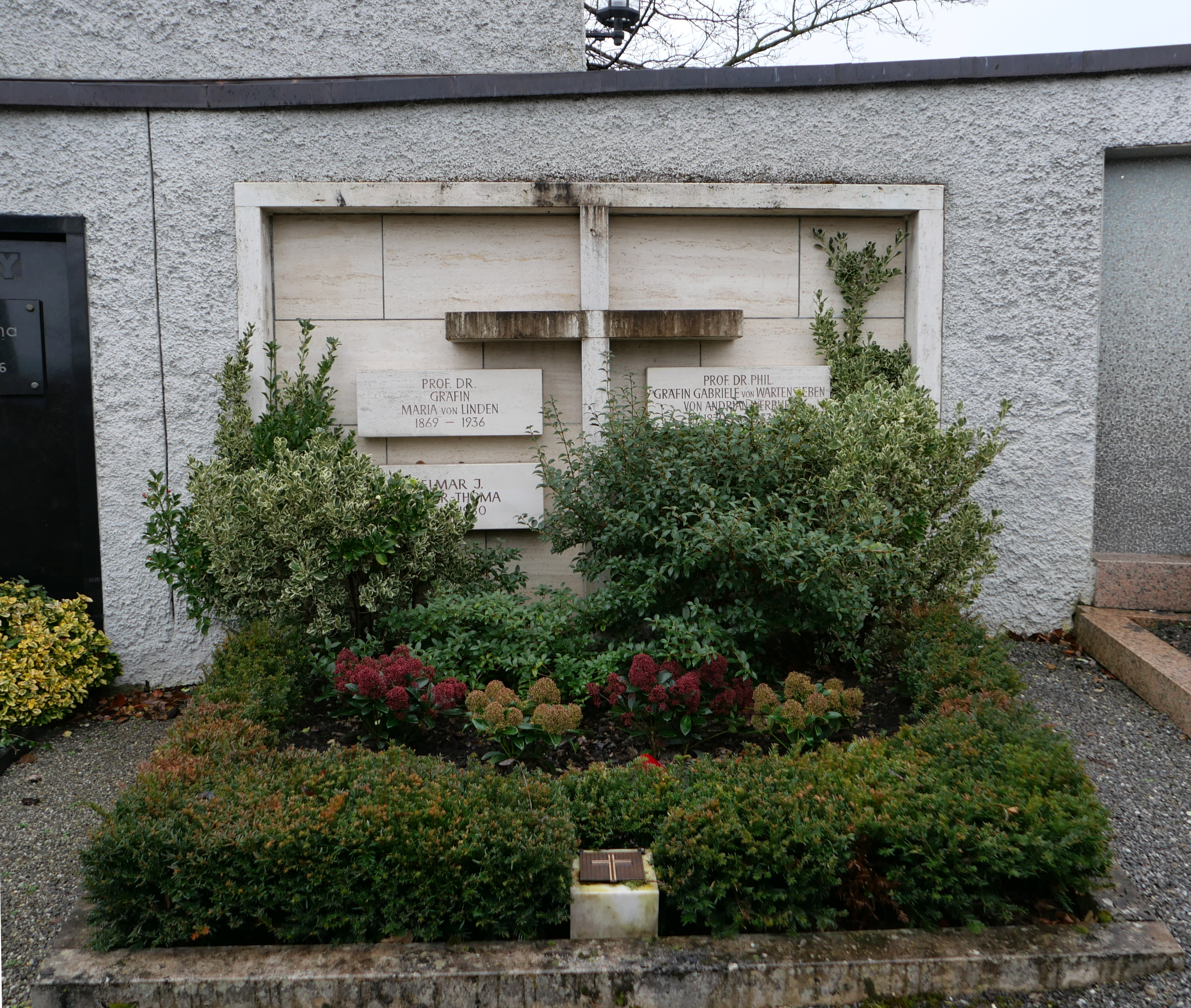
Grób w Schaan, który von Linden dzieli ze swoją wieloletnią przyjaciółką Gabriele von Wartensleben

Maria von Linden pochodziła z rodziny szlacheckiej, urodziła się 18 lipca 1869 roku w rodzinnym zamku Burgberg. Pierwsze nauki pobierała prywatnie w domu, później uczęszczała do szkoły dla dziewcząt w Karlsruhe (1883–1887). Po powrocie do domu dokonała pierwszego odkrycia mineralogicznego i napisała artykuł na temat osadów kredowych w rzece Hürbe, który został odczytany na spotkaniu stowarzyszenia geologicznego w Karlsruhe przez mężczyznę.
W XIX wieku kobiety nie mogły kształcić się w uczelniach wyższych ani w Badenii, ani w Wirtembergii. W 1888 roku w sprawie jej dalszej edukacji interweniował w ministerstwie edukacji wuj Joseph von Linden (1804–1895), sprawujący funkcję ministra spraw wewnętrznych w rządzie Wirtembergii. Von Linden miała otrzymać miejsce na studiach na uniwersytecie w Tybindze. Wymagany egzamin maturalny zdała eksternistycznie w gimnazjum chłopięcym w Stuttgarcie w 1891 roku, a wiosną następnego roku wystąpiła do uczelni o zezwolenie na naukę, a senat uniwersytetu przychylił się do jej prośby.
W 1893 roku von Linden rozpoczęła studia w zakresie matematyki, chemii, zoologii i fizjologii. Po śmierci ojca w 1894 roku, by ukończyć naukę, otrzymała stypendium naukowe ufundowane przez niemiecki ruch feministyczny (Allgemeiner Deutscher Frauenverein), którego przywódczyni Mathilde Weber (1829–1901) wspierała starania von Linden w uzyskaniu wyższego wykształcenia. W 1896 roku obroniła doktorat Die Entwicklung der Zeichnung und der Skulptur der Gehäuseschnecken des Meeres, a jej promotorem był Theodor Eimer. Von Linden została na uczelni i pracowała jako asystentka Eimera do jego śmierci w 1898 roku. W 1899 roku została asystentką Huberta Ludwiga (1852–1913) w Instytucie Higieny na uniwersytecie w Bonn, a w 1908 roku objęła kierownictwo nowo powstałego Instytutu Parazytologii. Ministerstwo edukacji nie wydało jej jednak zezwolenia na prowadzenie działalności pedagogicznej i nie mogła nauczać studentów. W 1910 roku uzyskała jako pierwsza kobieta w Niemczech tytuł naukowy profesora, jednakże bez prawa do prowadzenia zajęć dydaktycznych. Jej wynagrodzenie było dużo niższe niż pensje innych profesorów i dopiero w 1920 roku otrzymała podwyżkę, która pozwoliła jej na samodzielne utrzymanie.
Odkryła antyseptyczne właściwości miedzi, jej odkrycie zostało opatentowane i wykorzystane przy produkcji sterylnych bandaży oraz opatrunków. Jej zainteresowania naukowe skupiły się na chorobach płuc. Do leczenia gruźlicy chciała stosować miedź.
Po przejęciu władzy w Niemczech przez narodowych socjalistów musiała odejść z uczelni – została odesłana na wcześniejszą emeryturę. Von Linden była przeciwna ideologii narodowosocjalistycznej i zaangażowała się w pomoc przy wyjeździe do Norwegii rodziny fizyka żydowskiego pochodzenia Heinricha Hertza (1857–1894), u której mieszkała w Bonn.
Z powodu problemów finansowych sprzedała rodzinny zamek i przeniosła się do Liechtensteinu, gdzie zmarła na zapalenie płuc w 1936 roku.

## Publikacje
- Die Entwicklung der Zeichnung und der Skulptur der Gehäuseschnecken des Meeres, Zeitschrift für wissenschaftliche Zoologie 61 (1895–1896), s. 261–317[2]
- Die entwicklungshemmende Wirkung von Kupfersalzen auf Krankheit erregende Bakterien, [w:] Medizinischhygienische Bakteriologie, Virusforschung und Parasitilogie, Teil 1, Zentralbatt für Bakteriologie, Parasitenkunde, Infektionskrankheiten und Hygienie, 1920–1921[2]
- Die Farben der Schmetterlinge und ihre Ursachen, [w:] Leopoldina. Mitteilungen der Deutschen Akademie der Naturforscher Leopoldina 38 (1902), s. 124–133[3]

## Upamiętnienie
- W 1999 roku imieniem Marii von Linden nazwano gimnazjum w Calw-Stammheim[3].
- W 2006 roku na uniwersytecie w Bonn stworzono program wsparcia kobiet im. Marii von Linden[3].